# CASG

CASG (Група НАТО з питань безпеки боєприпасів (AC/326), англ. CNAD Ammunition  Safety Group) — одна з основних груп у складі CNAD (Конференція національних директорів озброєнь).

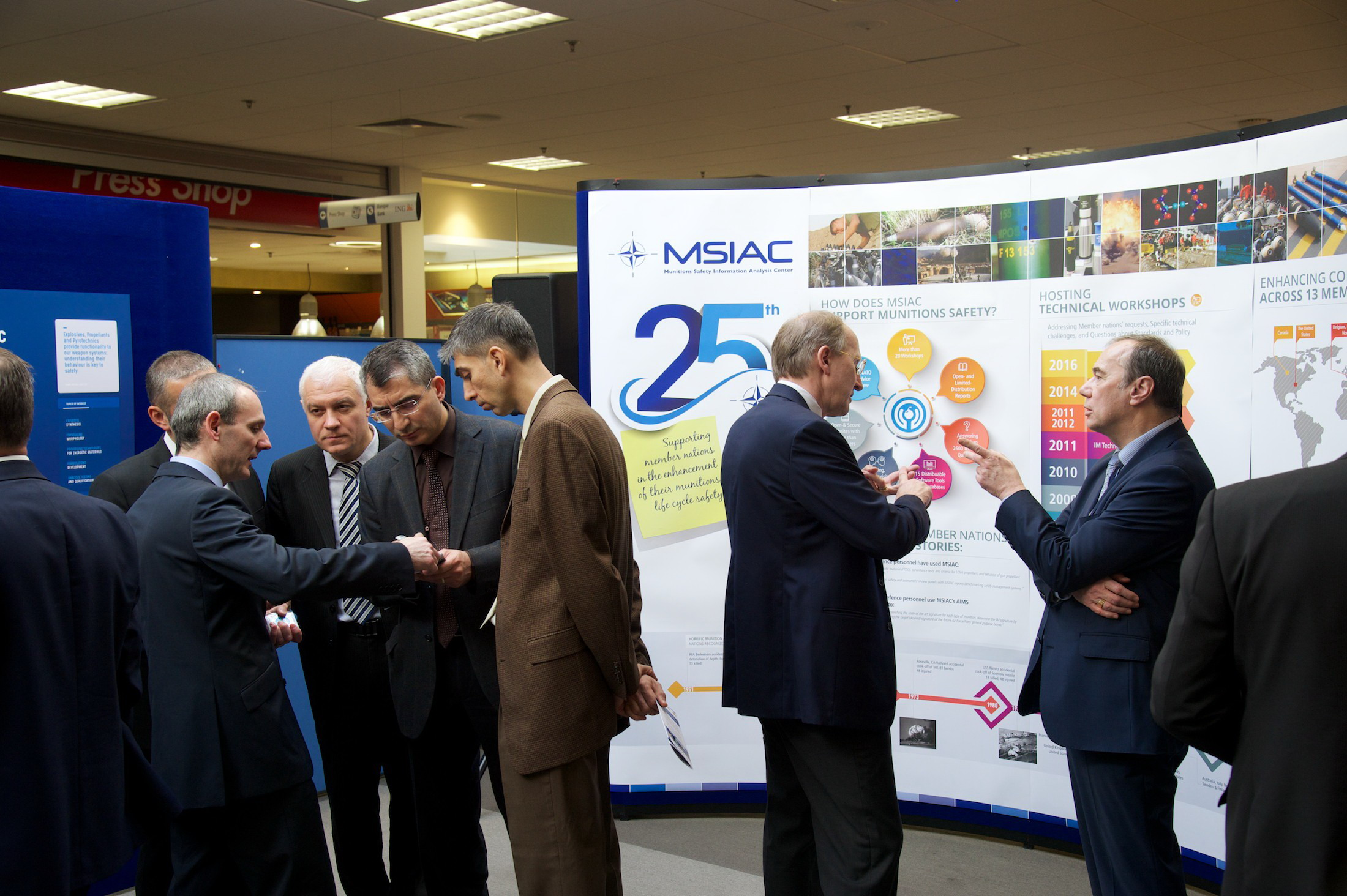
Експерти CASG та MSIAC на заході з святкування 25-ї річниці MSIAC (15 грудня 2016 р.)

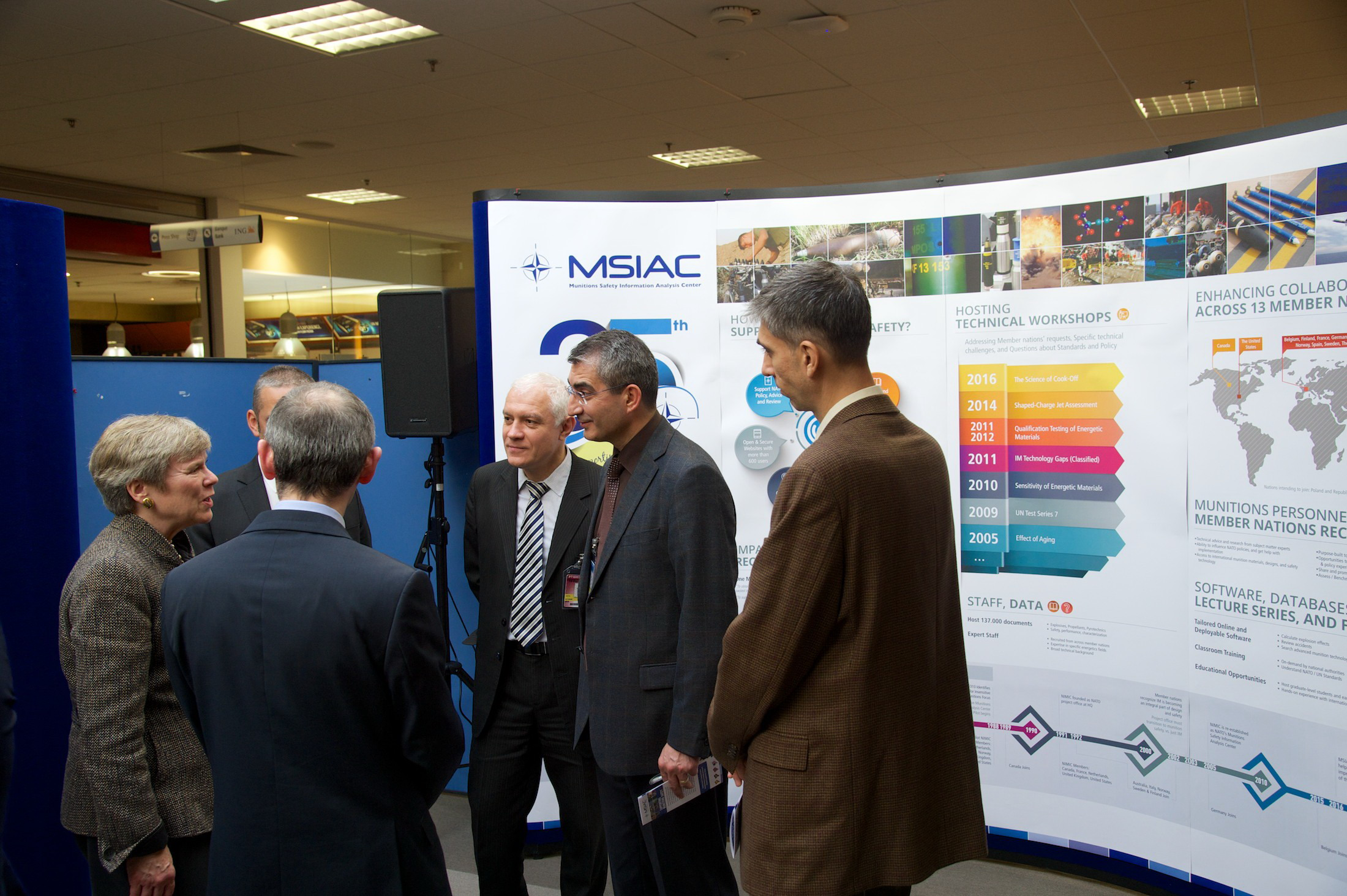
Спілкування учасників засідання CASG з заступником генерального секретаря НАТО Роуз Геттемюллер під час відзначення 25-ї річниці MSIAC (15 грудня 2016 р.)

Місією CASG є сприяння багатонаціональному співробітництву держав-членів НАТО та країн-партнерів щодо забезпечення безпеки боєприпасів в інтересах підвищення ефективності сил НАТО в усьому спектрі поточних та майбутніх операцій Альянсу.
CASG взаємодіє з іншими основними групами CNAD, Центром аналізу інформації про безпеку боєприпасів (MSIAC),  бере участь у процесі оборонного планування НАТО (NDPP).
Пленарні засідання CASG проводяться двічі на рік.

## Структура та діяльність CASG
У складі CASG існують три підгрупи :
- підгрупа А (англ. SG/A) — з питань енергетичних матеріалів та систем ініціювання;
- підгрупа В (англ. SG/B) — з питань конструювання та випробування систем боєприпасів;
- підгрупа С (англ. SG/C) — з питань управління безпекою при зберіганні, транспортуванні, обслуговуванні, використанні та утилізації боєприпасів.[1]

Підгрупа А поєднує у собі дві команди експертів - з питань енергетичних матеріалів (англ. EMT) та систем ініціювання (англ. IST). Крім того, в кожній з зазначених підгруп можуть утворюватися робочі груп, які діють на постійній або тимчасовій основах. Відповідні експертні спільноти, з урахуванням отриманого Альянсом досвіду, аналізують, уточнюють, розробляють та поновлюють стандарти НАТО, сприяють реалізації багатонаціональних проектів у сфері безпеки боєприпасів.